# قانون المياه
قانون المياه هو جزء من القانون العام المندرج تحت منظومة القوانين البيئية، والتي تنظم أمور إدارة المياه في المسطحات المائية.
تسن قوانين المياه حسب قرارات السلطة التشريعية في البلدان، وهي تختلف من دولة لأخرى في التفاصيل، ولكن تشترك بالروح العام للقانون. ويُعتبر قانون الموارد المائية، الذي اختصرت اسمه بعض السلطات القضائية ليصبح «قانون المياه»، بأنه المجال القانوني للتعامل مع ملكية المياه والتحكم بها واستخدامها. يرتبط على نحو وثيق بقانون الملكية ويختلف عن قانون جودة المياه.

## المهام
تتضمن مهام قانون المياه الحفاظ على الماء في دورته الطبيعية (دورة مائية) في مختلف حالاته، سواء السائلة أو الصلبة أو الغازية منها (مثل المياه الجارية في الأنهار والجداول، والمياه الراكدة في البحيرات والواحات، والمياه الجوفية بالإضافة إلى الجليد وبخار الماء) وحمايتها من أي عامل يؤدي إلى الإضرار بها أو يعيق استحصالها.
من الأمثلة على المهام التي يتخصص قانون المياه بالاهتمام بها شؤون تطهير المسطحات المائية وتنظيفها من الملوثات، وحماية الإنسان والممتلكات من الأخطار المحيقة التي تحصل بسبب المياه، مثل السيطرة على الفيضانات. كما يمكن أن ينشغل قانون المياه بتنظيم استهلاك الموارد المائية العامة

## المياه الخاضعة للتنظيم
توجد المياه في كل مكان ولا تأبه للحدود السياسية. قد تنطبق قوانين موارد المياه على أي جزء من غلاف الأرض المائي الذي قد تطاله المطالب بغية أخذ المياه أو الاحتفاظ بها لغايات معينة. تشمل هذه المياه على سبيل المثال لا الحصر ما يلي:
- المياه السطحية مثل البحيرات والأنهار والمحيطات والأراضي الرطبة.
- جريان المياه السطحية، ويشمل ذلك على وجه العموم المياه التي تتدفق على الأرض، وتأتي هذه المياه من المطر والفيضانات وذوبان الثلج، وذلك قبل أن تصل إلى مجاري المياه أو البحيرات أو الأراضي الرطبة أو المحيطات.
- المياه الجوفية، وتشمل على وجه الخصوص المياه الموجودة في طبقات المياه الجوفية.

## التاريخ
يُظهر تاريخ علاقة البشر بالمياه مقاربات متفاوتة بخصوص إدارة الموارد المائية. «كان هناك في كل من ليبيط عشتار وأور نموٌ لموارد المياه قبل تاريخ حمورابي بما لا يقل عن 250 عامًا، مع توفير واضح للأسس المعيارية التي شكلت أساسًا لشريعة حمورابي». كانت شريعة حمورابي من أوائل القوانين المكتوبة بخصوص التعامل مع قضايا المياه وتشمل هذه الشريعة إدارة استخدام المياه. جاء حمورابي ملك بابل بهذه الشريعة منذ نحو 3800 سنة.

## صعوبات حقوق المياه
يُعتبر تنظيم المياه أمرًا بالغ الصعوبة لأن القوانين توضع بشكل رئيسي للأراضي. تتحرك المياه ويتغير مخزونها من عام إلى آخر ومن فصل إلى آخر ومن مكان إلى آخر، وبالإمكان استخدام المخزون من قبل عدة أطراف في الوقت عينه. مثلما هو الحال مع قانون الملكية، يمكن وصف حقوق المياه على أنها «حزمة عيدان» تحوي العديد من الأنشطة المنفصلة التي يمكن أن تتفاوت في مستوى التنظيم. على سبيل المثال، تُستخدم المياه ببعض الطرق التي تحرفها عن مسارها الطبيعي لكنها تعيدها بشكل كامل أو شبه كامل (مثلًا الطاقة الكهرمائية)، بينما تستهلك طرق أخرى الكثير من المياه (مثل الجليد والزراعة)، وعلى الرغم من ذلك تبقى هناك طرق لاستخدام المياه دون أي تأثير عليها (كالتنقل بالقوارب). يتميز كل نوع من هذه الأنشطة بحاجات خاصة ويمكن نظريًا أن يُنظم بشكل مستقل. قد تنشأ عدة أنواع من الصراعات: الشح المطلق، وهو الشح في مكان أو زمان محدد، وتحويلات المياه التي تقلل تدفقها إلى الآخرين والملوثات والتغيرات الأخرى (مثل درجة الحرارة أو العكورة) التي تجعل المياه غير ملائمة للاستخدامات الأخرى والحاجة للحفاظ على «التدفقات السارية» للمياه وذلك من أجل حماية النظام البيئي الطبيعي.
تقول إحدى نظريات التاريخ التي وضعها كارل أوغست ويتفوغل في كتابه الاستبداد الشرقي: دراسة مقارنة للقوة الكلية إن العديد من الإمبراطوريات قد نُظّمت على سلطة مركزية كانت تتحكم بالتلوث من خلال احتكار مخزون المياه. يتسبب وجود إمبراطورية هيدروليكية كهذه باحتمالية الاستبداد وتنفع لتكون حكاية تحذيرية لتصميم أنظمة المياه.
يثير قانون المياه الجدل في بعض أجزاء العالم حيث تواجه الأعداد المتزايدة من السكان منافسة على المخزون الطبيعي المحدود. اجتازت النزاعات بشأن الأنهار والبحيرات وطبقات المياه الجوفية الحدود الوطنية. على الرغم من أن قانون المياه ما يزال منظمًا بشكل رئيسي من قبل بلدان فردية لكن هناك مجموعات دولية من القوانين المقترحة مثل قواعد هلنسكي لاستخدامات مياه الأنهار الدولية وإعلان لاهاي بخصوص أمن المياه في القرن الحادي والعشرين. تشمل مشاكل قانون المياه على المدى الطويل الآثار المحتملة لتبعات الاحترار العالمي على نماذج هطول المطر والتبخر وتوافر تقنية تحلية المياه وتكاليفها والتحكم بالتلوث ونمو الزراعة المائية.